# Brand New Cadillac
"Brand New Cadillac" es una canción de 1959 compuesta por Vince Taylor, originalmente lanzada como cara B del sencillo "Pledgin' My Love". Los músicos que participaron en la grabación original fueron Joe Moretti (guitarra), Lou Brian (piano), Brian Locking (bajo) y Brian Bennett (batería).

## Versiones
La primera versión fue publicada en los años 60 por la banda británica de música Beat, Downliners Sect. En 2019 apareció una grabación de baja calidad grabada en noviembre de 1959 por the Beatles con un fragmento de "Brand New Cadillac". La banda británica The Renegades se acreditó la autoría de la canción a la que cambió algunas partes y retituló "Cadillac". El sencillo alcanzó el número 2 de las listas de éxitos de Finlandia en 1964.
Basándose en la versión de The Renegades, la banda sueca Hep Stars grabó el tema en 1965, que alcanzó el número 1 en abril de 1965 en Suecia. Otra banda sueca, Shamrocks, grabó su versión en la misma época. Esta versión fue un gran éxito en Francia, donde alcanzó el número 1, también resultó un éxito en Alemania y Japón. En los Países Bajos fue publicada como sencillo por el grupo De Maskers bajo el título original "Brand New Cadillac", también grabaron una versión instrumental titulada "Cadillac".
La compañía discográfica de Vince Taylor, al tanto de estas grabaciones, iniciaron procesos legales para reclamar derechos de autor. El caso se resolvió con el acuerdo de agregar el nombre de Taylor a los créditos de composición junto a los miembros de The Renegades, compartiendo las regalías por igual. Ni Hep Stars ni Shamrocks conocían la versión original de Taylor en el momento de las grabaciones. Por lo tanto, es posible encontrar sus grabaciones de 1960 acreditadas ya sea a The  Renegades.
En 1971, Mott The Hoople, durante la grabación de un concierto en Estocolmo, insertó una parte de la canción dentro del tema de Little Richard "Keep a-Knockin' " que estaba interpretando. The Slickee Boys publicaron una versión en su EP debut de 1976, Hot and Cool (posteriormente recopilado en el álbum Here to Stay ). Kim Fowley incluyó una versión, con la letra alterada, titulada "Big Bad Cadillac", en su álbum de 1977, Living in the Streets. En 1980, la banda punk canadiense Teenage Head incluyó una versión en su segundo álbum, Frantic City. En 1978 se publicó la versión de The Fall.
The Clash realizaron una versión incluida en el álbum de 1979, London Calling. La canción fue la primera que se grabó para el álbum. La banda solía tocar el tema siempre antes de grabar como "calentamiento". En 1981, el cantante español Loquillo publicó una versión del tema, con letra en español, en su álbum debut, Los Tiempos Están Cambiando. La banda española Gabinete Caligari, grabó una versión instrumental en un concierto en el Colegio Mayor Mendel de Madrid en febrero de 1984 que fue incluida en el álbum recopilatorio Solo se vive una vez. Colección definitiva. Fue también versionada por la Brian Setzer Orchestra en su álbum homónimo de 1984, por The Milkshakes en 1984,  Inner City Unit en 1985, Athletes Foot en 1986, Wayne Hancock en su álbum de 1997, That's What Daddy Wants.
La canción fue interpretada habitualmente por Van Morrison en sus conciertos, apareciendo como medley junto al tema "Goin' Down Geneva", también de Vince Taylor.

En 2003 fue publicada una versión, con la letra alterada, bajo el título de "Brand New Impala" por Manic Hispanic, incluida en el álbum Mijo Goes To Jr. College.
La canción también fue usada en 2014 para promocionar el canal de televisión Cadillac TV.
En 2022 una nueva versión de este clásico fue grabada y lanzada por Samantha Fish, cantada a dúo con Jesse Dayton, incluida en el EP "The Stardust Sessions".